# Squalus chloroculus
Squalus chloroculus es una especie de elasmobranquio escualiforme de la familia Squalidae.